# Liriomyza endiviae
Liriomyza endiviae är en tvåvingeart som beskrevs av Erich Martin Hering 1955. Liriomyza endiviae ingår i släktet Liriomyza och familjen minerarflugor. Inga underarter finns listade i Catalogue of Life.